# Яремчук Андрій Олександрович
Андрій Олександрович Яремчук (позивний «Янкі»; 11 грудня 1991, Якимівці, Тернопільська область — 17 жовтня 2023, біля м. Куп'янськ, Харківська область) — український військовослужбовець ГУР МОУ Збройних сил України, учасник російсько-української війни. Кавалер ордена «За мужність» III ступеня (2024, посмертно).

## Життєпис
Андрій Яремчук народився 11 грудня 1991 року в селі Якимівцях, нині Лановецької громади Кременецького району Тернопільської области України.
Навчався в Якимівській загальноосвітній школі. 2011 року закінчив Тернопільське вище професійне училище технологій та дизайну, 2016-го — Кременецьку обласну гуманітарно-педагогічну академію ім. Т. Шевченка. Працював вихователем в оздоровчих таборах.
У 2016—2021 роках проходив службу у Французькому іноземному легіоні, в якому отримав звання капрал-шефа.
Після початку широкомасштабного російського вторгнення повернувся в Україну. Спочатку служив командиром роти штурмового полку «Сафарі» Об'єднаної штурмової бригади Нацполіції України «Лють», а згодом став польовим командиром загону спецпідрозділу ГУР МОУ «Артан». Воював на Запорізькому, Харківському та Сумському напрямках, а також на острові Зміїний. Загинув 17 жовтня 2023 року біля Куп'янська на Харківщині.
Похований в рідному селі.

## Нагороди
- орден «За мужність» III ступеня (17 червня 2024, посмертно);
- бойовий орден спецпризначення «Сафарі» Нацполіції України «За мужність»;
- відзнака ГУР МОУ «За бойові заслуги» (посмертно).

## Вшанування пам'яті
У червні 2024 року на фасаді на фасаді Якимівської загальноосвітньої школи відкрито пам'ятну дошку Андрієві Яремчуку.
На честь Андрія Яремчука названо вулицю в рідному селі.